# Eleusis (mitología)

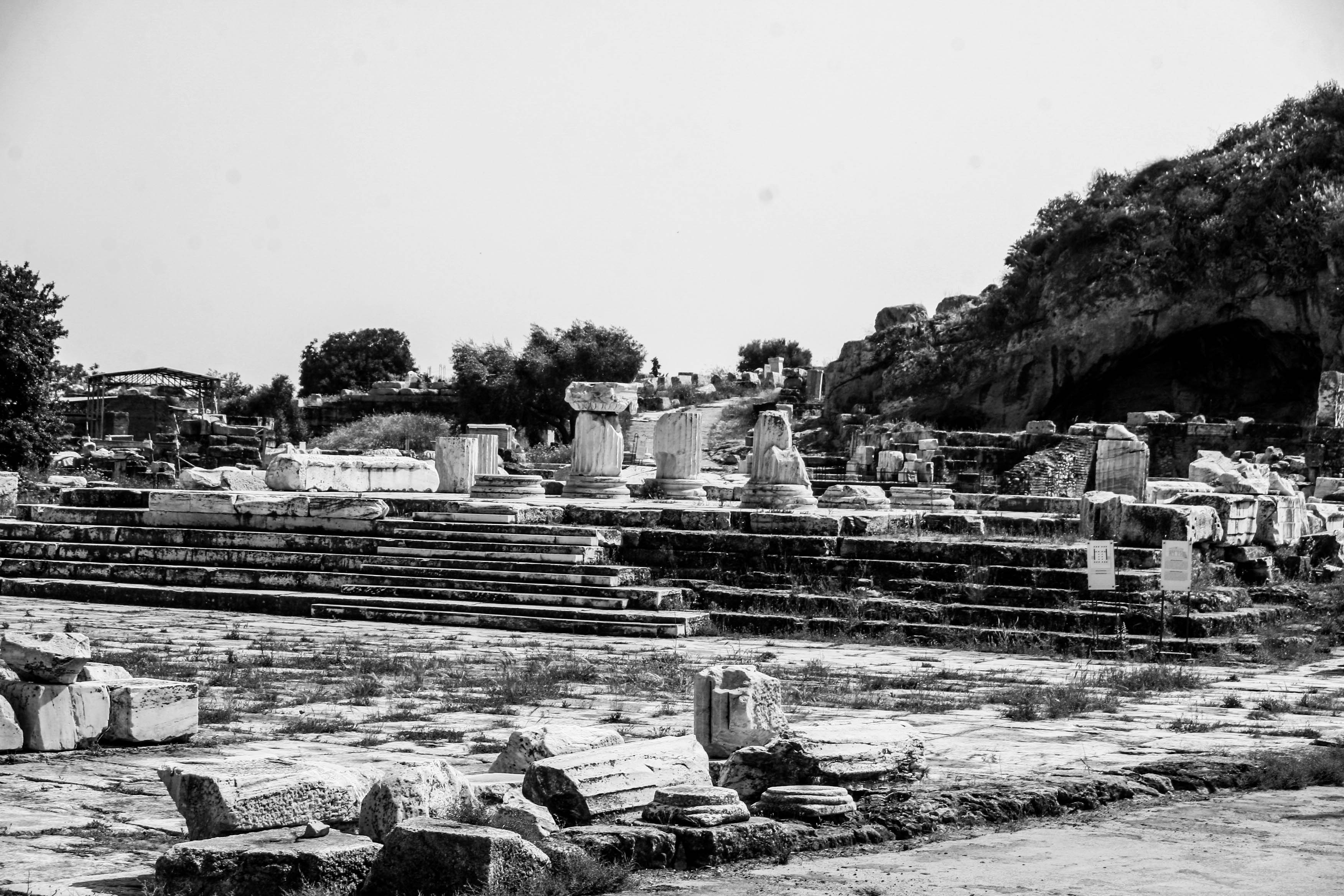
La suya es una foto de un monumento en Grecia identificado por el documento de identidad.

En la mitología griega, Eleusis o Eleusino (en griego Ἐλευσῖνι o Ἐλευσῖνα) fue el héroe fundador de la ciudad de Eleusis de quien recibe su nombre. Según Pausanias unos dicen que es hijo de Hermes y de Daera, hija de Océano, otros han hecho a Ógigo padre de Eleusis.En la Biblioteca mitológica se nos dice que para Paniasis Triptólemo era hijo de Eleusis, pues afirma que fue él a quien se dirigió Deméter. Otras versiones hacen de él uno de los autóctonos y el primero de los hombres en nacer.
Autores tardíos nos dicen que Eleusis y Cotonea, los padres de Triptólemo, fueron visitados por Deméter, que estaba criando a su hijo con leche divina durante el día y colocándolo en el fuego por la noche. Este ritual causaba que Triptólemo creciese más rápido que los niños mortales normales. Se dice que Ceres (Deméter) mató al propio Eleusino por haber interferido en el ritual. Más tarde la diosa dio el nombre de Eleusis al propio Triptólemo, en honor al padre del muchacho.
En las fuentes propiamente griegas los reyes de Eleusis son Céleo y Metanira y el infante criado por Deméter era Demofonte.